# 신세대 보고 - 어른들은 몰라요의 에피소드 목록
아래는 KBS의 시추에이션 드라마인 《신세대 보고 - 어른들은 몰라요》의 방송 목록이다.

## 같이 보기
- 신세대 보고 - 어른들은 몰라요